# Blaine Hammond
Lloyd Blaine Hammond Jr. é um ex-piloto de testes, ex-oficial da Força Aérea dos Estados Unidos, e um ex-astronauta da NASA. Ele voou em duas missões dos ônibus espaciais.